# Иринарх Глушицкий
Иринарх Глушицкий — инок Глушицкого монастыря во имя Покрова Богородицы на Кубенском озере в Вологодской области, составитель жития преподобного Дионисия Глушицкого и похвального слова ему.
Написание жития было поручено Иринарху монастырскими старцами и было завершено в 1495 году. Основой повествования стали записи лиц, живших при святом Дионисии (умер в 1437 году) и сообщения людей, слышавших рассказы учеников Дионисия. Рассказ о свидании Дионисия Глушицкого с ростовским архиепископом Дионисием совпадает с изложением в «Сказании о Каменном монастыре» Паисия Ярославова (что говорит о том, что Иринарх пользовался той же записью, что и Паисий), однако само «Сказание» Иринарху было неизвестно. Имя Иринарха Глушицкого содержится в предисловии к житию, однако записано оно там сложной анаграммой.
Работа Иринарха Глушицкого была высоко оценена В. О. Ключевским, который указал, что как исторический источник житие Дионисия Глушицкого относится «к числу немногих превосходных житий, какие можно найти в древнерусской литературе». Существует значительное число сохранившихся списков жития.
Иринарху, вероятно, принадлежит и житие преподобного Григория Пельшемского (умер в 1442 году), ученика преподобного Дионисия, также написанное со слов очевидцев.